# 샤를로트 비에트리스 드 오를란느
샤를로트 비에트리스 드 오를란느(영어: Charlotte Bietris de Orlanne 일본어: シャルロットㆍビエトリスᆞドᆞオルランヌ)는 《 룬의 아이들 》 시리즈 중 3부 룬의 아이들: 블러디드의 주인공. 키는 168cm. 성별은 여성.

## 소개
나날이 독보적인 발전을 거듭하는 실용마법학으로 명성이 자자한 마법 강국 오를란느 대공국의 현임 대공녀(Grand Duchess of Orlanne)이자 직함답게 유일무이한 차기 대공위 계승자이다.

## 가족
가족으로는 돌아가신 친어머니 델핀 드 오를란느 전 대공비 (Duchess Delphine de Orlanne), 양어머니인 마르그리트 드 오를란느 현 대공비 (Duchess Marguerite de Orlanne), 친아버지이자 현 오를란느의 최고 권력자인 오를란느 대공작 (Grand Duke de Orlanne), 그리고 이복 오빠인 전 대공자 베르나르 드 오를란느 (Bernard de Orlanne)가 있다.
지금까지의 내용을 봐서는 가족들과의 관계는 매우 원만하다. 다른 주인공들인 보리스나 조슈아처럼 부모나 친척과 피 튀기는 살벌한 대립 마찰을 빚는 심각한 과거사가 없어서 공녀로서 비교적 평탄하고 무난한 유년기의 행복을 누렸다. 이러한 유년기 속에서 자란 샤를로트에게 있어 함께 자란 손위 형제이자 오빠 베르나르 대공자는 행복의 중심과도 같았다. 자신을 무척 사랑하고 아끼는 다정하고 상냥한 오빠를 지키기 위해 부족할 게 없는 공녀 신분으로 에투알에 최연소 입대하기까지 했으며 베르나르가 어느 날 홀연히 실종되자 망설임 없이 그를 수색하기 위해 험난한 여정까지 밟았다.
친모 델핀은 샤를로트와의 관계에 있어 어떤 생각과 감정을 품었는지 알 수 없다. 샤를로트가 태어난 지 얼마 안 되는 시점에서 모종의 사연으로 일찍 죽었기 때문에 샤를로트는 친모의 존재에 대해서 아무것도 몰랐고, 마르그리트를 자신의 친모로 알며 자랐다. 대신 델핀은 샤를로트의 꿈 속에 현몽해 블러디드란 선물을 주어 샤를로트가 가야 할 길을 여는 포석을 마련했다. 양어머니이자 베르나르의 친모인 마르그리트 드 오를란느는 샤를로트가 자신과 오를란느 대공작이 아닌 다른 사람과의 사이에서 난 남임에도 불구하고 혈육과도 같은 신뢰와 사랑을 주었다. 그래서 샤를로트는 마르그리트를 진심으로 자신의 친어머니처럼 소중히 여기고 사랑했고, 그가 자신의 친모가 아니라는 진실을 알자 충격을 받기까지 한다.
친부 오를란느 대공작도 혈육이자 베르나르의 실종 후 대공위를 승계할 유일한 후계자나 다름 없게 된 샤를로트를 무척 아낀다. 하나뿐인 딸이 홀몸으로 에투알에 입대하겠다고 하자 걱정을 표했고, 샤를로트가 당분간 국외 활동을 하면서 다양한 신분과 가명으로 살 때 그를 도울 수많은 인재풀까지 붙이는 것까지 적극적인 신뢰와 후원도 마다하지 않는다. 베르나르가 사라지자 공석이 된 대공위를 기꺼이 샤를로트에게 맡긴 것으로 보아 그의 능력도 매우 신임한다.

## 능력

### 실전 검술 실력 및 전투력
한 사람이 다수의 몫을 할 수 있도록 육체를 극한까지 몰아붙여 걸어다니는 인간흉기가 널리고 널린 오를란느 대공 직속 근위대 '에투알(프랑스어:  Etoile, 프랑스어로 '별'을 뜻한다.)' 중에서도 최강자의 자리에 오른 최상위권 검사이다.
차기 국왕이자 대공이 될 하나뿐인 후계자로 오를란느 대공국의 군대이자 직속 근위대 에투알의 지옥 같은 훈련 코스를 15세에 최연소 수료한 천재이자 경이로울 만큼 굉장한 검술 실력을 자랑하는 검호이다. 그의 실력은 실버스컬을 우승한 훌륭한 검사인 오빠 베르나르도 아득히 능가하는 수준의 강함이며 에투알 소속 근위병인 로랑도 샤를로트의 실력이 '준 에투알'이라고 진심으로 극찬하며 어지간한 에투알들보다 몇배는 훨씬 강하다고 인정했다. 대륙에서 내로라하는 최강의 검사들이 모여 자웅을 겨루는 세계적인 검술 토너먼트인 실버스컬에서는 본국의 일 때문에 최종 성적 5위를 마지막으로 어쩔 수 없이 기권하고 실버스컬을 가져갈 기회도 뒤로 해야 했지만, 보리스를 비롯해 준결승전에 진출한 최종 5인들과 같이 있다는 점에서 세계적인 레벨의 강함을 가진 특출난 강자이다. 샤를로트의 고모할머니이자 오를란느와 에투알을 대표해 실버스컬에 우승까지 거머쥐는 영광을 누린 전설적인 검사 마틸드 드 오를란느 (Mathilde de Orlanne) 공녀의 재림으로 여겨진다.

### 블러디드 (Blooded)
블러디드(영어: Blooded 일본어: ブラディッド)는 3부 룬의 아이들: 블러디드의 부제이자 샤를로트 비에트리스 드 오를란느만이 쓸 수 있는 독자적인 고유의 마법 능력. 내용물로 보면 사이코메트리 및 정신 조작계, 자연계 초능력이다. 블러디드는 영어로 '타고난 성정의', '~한 성질의'라는 뜻을 함축하고 있다. 샤를로트가 친모인 델핀 드 오를란느(영어: Delphine de Orlanne) 전 대공비로부터 계승한 능력이며 동시에 모녀 간의 강한 관계성과 죽음과 삶을 초월한 유대에서 완성된 샤를로트 본연의 자아 정체성과 연관이 깊다. 1부와 2부의 부제 '윈터러'와 '데모닉'이 각각 주인공 보리스와 조슈아의 캐릭터성과 능력을 상징하는 것처럼 블러디드도 주인공인 샤를로트를 상징하는 능력이라 할 수 있다.
대기에 깃든 매우 작은 영체 격 정령들인 무수한 '프시키'(영어: Psyche)를 마음 대로 조종하고 죽일 수 있다. 능력 사용 자체가 대기의 정령인 프시키에 대한 조종에 기반을 두는 만큼 대기 조작과 관련된 분야라면 무엇이든 행사할 수 있어 사용 범위가 넓은데, 그 중에서도 대표적인 것이 화력 생성이다. 프시키들로 하여금 소재가 될 공기의 양을 조절해 압축시켜 순식간에 발화함으로써 화재와 테러를 일으킬 정도로 압도적인 위력의 폭발을 일으킬 수 있다. 이 능력으로 막시민이 잠들던 여관에 폭발 테러를 일으켜 헐레벌떡 놀란 그가 강제로 나오게 만들었다. 근데 복잡한 컨트롤까지는 못하는지 프시키들의 언어를 알아듣거나 교감을 못하는 것 같다. 샤를로트가 스스로의 부단한 노력과 야망, 무서운 성장 속도와 합쳐져 성과를 이룬 정도가 이 수준이니 앞으로 더 크게 성장할 가능성을 보여 준다.
샤를로트는 능력의 기원이 되는 델핀의 존재에 무지했기에 15살이 되어 베르나르가 실종될 때까지 이 능력을 몰랐다. 능력을 본격적으로 각성시킨 시점은 샤를로트는 자신의 친어머니와 아무도 없는 한적한 호숫가에서 둘만의 만남을 가지는 꿈을 꾸던 시기로 추정. 그 꿈 속에서 델핀이 기뻐하는 모습으로 어떤 선물을 주려는 것처럼 손바닥을 펼쳐 내밀었고, 샤를로트는 의미를 알 수 없었지만 아무것도 없는 손바닥 위의 무언가를 잘 받았다.

### 대공녀로서의 강한 긍지와 자존심
실버스컬 때 칙서를 어기고 자신을 '아노마라드 소속 오를란느 '공국'의 공녀라 호명한 사회자에게 진심으로 분노하고 '독립국 오를란느 대공국'으로 바꿀 것을 직접 나서서 요구했으며, 보고 있던 이솔렛이 감탄할 정도로 대공위 계승자에 걸맞는 강한 긍지와 투혼, 자존심을 품었다.

### 연기 및 신분 위장
대륙에서도 톱 5위를 달리는 최강급의 전투력뿐만 아니라 순간적인 재치나 임기응변도 뛰어나다. 신원을 은폐하고 가공 인물을 상황에 자연스럽게 녹아들도록 연출해 타인을 속이거나 인간관계를 바꿀 수 있으며 이 신분으로 다니면서 그 신분으로 다니는 상황 속에 접하는 사람들로부터 다양한 정보를 캘 수 있다.

#### 샤를로트 비에트리스 드 오를란느의 대외적 신분 및 가명 목록
- 이스핀 샤를 (Ispin Charles): 샤를로트가 대외적으로 활동할 때 사용하는 이름이자 가장 많이 쓰는 가명이다. 이스핀의 캐릭터는 아노마라드 왕국의 한 양봉업자의 아들이라는 설정이며 샤를로트가 이 이름으로 돌아다닐 때는 주변인들한테 귀여운 남자애처럼 보여진다. 영어로 발음하면 '이스핀'이지만 프랑스어 발음은 '이스팽 샤를 (Ispin Charles)'이다. 오를란느의 모티브가 된 국가가 프랑스일 가능성이 가장 높은 이상, 이스팽이 좋을 것 같지만 작가는 더 남장여성스러운 이스핀으로 한 모양이다.
- 알루에트 (Alouette): 알루에트는 오를란느어와 현실의 프랑스어로 '종달새'를 의미한다. 샤를로트 비에트리스의 오라비 베르나르가 어린 시절 자주 불렀던 애칭으로 샤를로트와 베르나르 둘만이 아는 비밀이다.
- 마르셀리에트 콜롱비에-르-비유 (Marcelete Colombier le Ville): 술집에서 일으킨 프시키 폭발 대소동으로 용의자 혐의를 받아 추궁 위기에 놓이자 즉흥적으로 연기할 때 쓴 순진한 오를란느계 여자아이이자 가명. 마르셀리에트의 가면을 쓰면 일부러 오를란느식 발음을 강조해서 상대방이 무슨 말을 하는지 알아듣지 못하게 한다.

## 외형
흑갈색의 시원시원한 단발머리와 흑갈색 눈을 지닌 중성적인 인상의 청소년. 원작을 기반으로 하는 게임인 테일즈위버에서는 에투알 근위병들이 유니폼처럼 착용하는 빨간색 튜닉처럼 생긴 군복과 군모를 입고 다닌다.

## 성격
밝고 위풍당당하고 유머러스하며 이들의 지휘관이자 대공녀로서 흔들림 없는 강하고 거침 없는 대장부. 속내는 섬세할 정도로 불안하고 격정적이다. 특히 누군가의 배신과 거부에 대해 강한 분노, 경계, 두려움을 느끼고 있다. 실제 성격은 여리고 정에 약하며 수틀리면 남이 자신을 배신하기 전에 자신이 먼저 남을 이용하고 가치가 사라지면 배신하는 가차 없는 단호함과 냉혹함을 갖고 있다.
여러 가지 준비한 신분들로 차례 차례 위장하거나 무력을 동원해서까지 막시민에게 정보를 캐내려 노력하나 예상과 달리 막시민에게 자신의 진정한 모습을 간파당하고 그간 남을 속이기 위해 거짓된 가면을 써온 진실까지 들킨다. 하지만 오히려 이를 계기로 있는 그대로의 자신을 통찰한 막시민에게 솔직하게 말을 놓으며 마음을 열 것을 결심하고 함께 베르나르의 위치 추적, 미지의 힘 블러디드의 수수께끼를 둘러싼 진실을 찾는 여정길에 오른다. 막시민과는 자주 티격태격하고 곧잘 싸우지만 죽이 엄청 잘 맞는 파트너십을 이룬다.

## 행적

### 룬의 아이들: 윈터러
아노마라드 력 974년 10월 6일 오를란느 생. 룬의 아이들 윈터러 5권에서 샤를로트 비에트리스 드 오를란느(Charlotte Bietris de Orlanne)라는 이름으로 살짝 등장한다. 2권에서는 대륙의 강자에 대해 언급할 때 샤를로트의 오빠 베르나르도 언급되었는데 그 시점에서 18살이라니 샤를로트보다는 6살 정도 많은 듯. 오를란느 최고의 검사로 십대 중반에 하이아칸에서 열린 실버스컬에서 우승했다고 한다. 우승한 뒤 하이아칸의  소녀왕에게 우승의 영예를 돌려 겸손하다는 평도 얻었다고. 샤를로트는 그 우승자인 오빠보다 훨씬 강한 대검사로 명성이 자자했으니 도박사들이 이번 대회의 가장 강력한 우승 후보로 꼽을 정도였다.
오를란느 대공국의 대공녀로서 아노마라드 왕국에서 열린 무투대회 실버스컬에 출전하였다. 오를란느의 명성에 맞게 뛰어난 검술 실력을 가졌다.
보리스는 예선에서 샤를로트를 처음봤는데 가녀린 소녀처럼 보이는 샤를로트가 묵직한 세이버를 빠른 속도로 휘두르는 것을 보고 꽤나 놀랐다. 실버스컬에서 오를란느가 대공국이 아닌 공국(...)으로 불린 데에 발끈하며 크게 항의한다. 오를란느는 표면적으로는 아노마라드에 대공작(Grand Duke)의 지위를 하사받은 속국이지만, 오랜 독립 통치로 인해 사실상 독립국가의 형태를 취하고 있다. 독립국가 오를란느에 대한 자부심이 상당히 강하다. 이솔렛은 이 모습을 보고 그에게 한 나라의 왕위 계승자와도 같은 기개를 느꼈다. 하지만 샤를로트에게는 그보다 나이 많은 오빠가 있는데 물러설 데가 없는 사람처럼 왜 저렇게 긴장하고 있나 의아해 하기도 한다.
에투알로서 다져진 뛰어난 실력으로 마침내 결선에 올라갔다. 따라서 본래 볼프렌 지크문트 아우스 소드-라-샤펠과 준결승전을 하게 되어 있었지만, 모종의 이유로 본국에 급히 돌아가야 해서 기권, 5위를 하게 되고 볼프렌은 보리스 진네만과 준결승전을 치르게 된다.
소설에선 자세히 나오지 않았지만, 게임과 설정이 유사할 경우 오를란느의 후계자이자 하나뿐인 오빠가 행방불명된 것 때문에 기권한 걸로 보인다. 그런데 갑자기 윈터러 후반에 보리스가 필멸의 땅에서 만난 겨울 대장장이에게 받은 소원 거울을 통해 나아가던 중 통로내부에 비춰진 환상에서 누군가의 관 앞에서 울고 있는 모습으로 등장해서 보리스를 당황시켰다.

### 룬의 아이들: 블러디드

#### 15세
폰티나 공작의 영지에서 열렸던 실버스컬 대회에서 기권하고 오를란느로 돌아온지 석달이 지난 뒤, 오를란느 공국의 근위대 에투알의 수련병으로 복무하는 모습으로 등장한다. 그리고 실버스컬에서 기권을 하면서까지 귀국을 서두른 이유가 오빠 베르나르의 실종 사건 때문이란게 밝혀졌다. 본래라면 베르나르가 실종된 이상 대공위 계승자가 되어야 하기 때문에 에투알에서 전역해야 했지만 그것은 베르나르의 죽음을 인정하는 것이기 때문에 누구도 대공에게 이를 종용하지 못했고 그렇게 수련병 신분인 상태로 복무 중이었다. 보통 왕실쪽에서 에투알에 입대하는 일은 과거부터 드물게 있었으나 특유의 빡센 훈련 과정 때문에 정식 에투알이 되기보단 대부분 명예직으로 예편하는 걸로 끝냈다. 하지만 샤를로트는 5년 동안 그 힘든 훈련 과정을 다 견뎌내고 네 번의 시험을 통과해 정식 에투알이 되기 직전인 마지막 최종심만을 남겨둔 상태였다.
어린 시절에는 발레를 좋아했지만 어떤 사건을 계기로 인해 베르나르를 지키기로 결심한 뒤로는 검술에 정진하여 겨우 11살의 나이에 오를란느 근위대인 '에투알'에 수련병으로 들어갔다. 오빠는 대공감이었고 검은 자신이 더 뛰어났기 때문에 오빠는 대공이 되고 자신은 에투알이 되어 그를 지키기로 마음 먹었다. 에투알에서도 최고 자리에 올라 대공이 된 베르나르에게 자신이 그를 지켜줄 거라고 말하는 것이 소원이었으나 베르나르의 부하이자 사과의 섬 주민들의 언어를 통역하는 역할을 맡은 네이라는 인물로부터 어떤 놀라운 진실을 듣고 충격을 받는다. 베르나르는 샤를로트가 가진 숨겨진 미지의 능력 '블러디드'의 존재를 눈치채고 그를 지키기 위해 만반의 빌드업을 쌓고 있었다는 것. 한편 이 때 샤를로트가 지닌 능력인 '프시키'와 3부의 이름인 '블러디드'에 대해 무엇인지도 듣게 된다.
프시키는 육안으로 보면 새빨간 불꽃을 휘감는 것 같은 대기의 가장 작은 입자이자 정령들이다. 프시키들은 이윽고 도래할 불길한 존재의 공격을 예감하고 한시라도 빨리 자신들을 지켜줄 가장 강한 비장의 카드이자 대항마를 예비해야 했다. 그런 프시키들을 다스리고 이들이 지닌 역량을 최대한 이끌 능력인 '블러디드'의 체질을 타고난 샤를로트가 자신들을 완벽히 지배하게 그 주변을 맴돌며 온갖 불가사의한 사건사고를 일으키고 각성을 유도했다. 묘한 것은, 프시키가 날뛰기 시작한 것이 시기상 보리스가 달의 섬에 도착해 고생을 할 때. 즉 룬의 아이들: 윈터러에서 윈터러가 스노우가드와도 떨어져 검의 형태를 잃고 본모습으로 돌아간 시기와 겹친다는 것. 이 탓에 프시키들이 이걸 깨닫고 샤를로트를 각성시키는 데 혈안이 되어 난리를 치기 시작한 게 아니냐는 이야기도 종종 나온다.
그리고 에투알의 대장 '크루파드'로부터 그가 대공 작위 계승자인 대공녀로 인정되었으니 이제 에투알을 그만둬야 한다는 말을 듣자 때가 되면 에투알에 다시 복귀할 테니 현재의 지위를 유지해달라고 부탁하고, '모두 일어나라'라는 말과 함께 순식간에 대공녀로서의 태도를 보인다.
작중에선 샤를로트가 말한 그때가 무엇을 뜻하는지 아무도 이해 못하고 크루파드만 약간 이해했다고 묘사한다. 정황상 대공녀로 책봉되면 에투알에 돌아올 수 없기 때문에 샤를로트가 말한 것은 오빠인 베르나르가 살아돌아와 대공녀의 지위를 질 필요가 없어질 때 다시 돌아와 최종심을 보고 에투알이 되겠다는 것을 의미한다. 즉, 아버지인 대공의 명이니 귀환은 하겠지만 자신은 오빠가 생환할 것이라 믿고 있으며 오빠를 지키는 에투알의 직위 또한 포기하지 않겠다고 공연시한 것.
네이로부터 베르나르가 어떤 것을 예비했는가, 그리고 거대한 심장을 지닌 미지의 적과 그 심장을 조각내어 숨겼다는 걸 듣게 된 후 성으로 돌아가게 된다. 이시기 '오를란느 마법 학교'에 딱 사흘간 입학했을 뿐인데 어째서인지 학생들에게 엄청난 인기를 누리게 되었다. 심지어는 그의 생일날만 되면 학원이 가득할 정도로 작약꽃을 피우며 기념을 한다. 장식이 아니라 마법으로 정말 곳곳에 피운다고 하는데 심지어는 분수대도 다 흙으로 메워 꽃 피우게 할 정도다. 이 사태의 중심이 된 학생은 '작약 농부'라는 별명으로 불리고 있다. 그리고 아버지인 오를란느 대공과 모종의 면담을 나누었고 알려진 대화 내용은 거의 없지만 확실한 것은 대공녀 책봉을 5년간 미룬다는 사실이었다.

#### 1권 (19세)
베르나르 드 오를란느가 가장 신중하게 숨긴 오토마톤을 찾아낸 탐정 '막시민 리프크네'를 찾기 위해 아노마라드 북부 린베르크의 양봉업자 티베리 샤를의 아들 이스핀 샤를 (Ispin Charles)이라는 신분으로 위장하여 네냐플로 향한다. 공녀의 신분임에도 불구하고 샤를로트를 처음 본 사람들은 이스핀을 '귀여운 남자애'라고 여길 정도로 자신에 대해 철저히 위장을 하였다. 꾸준히 신분을 유지해 와서 이스핀이 실존 인물이라고 믿는 사람들도 있으며 샤를로트는 이스핀으로서의 목소리와 분위기, 샤를로트로서의 목소리와 분위기를 다르게 연출할 수 있다. 막시민이 샤를로트를 떠올리며 출신지를 추정하는 와중에도 여자라고는 생각하지 못할 정도다.
얼마 후, 헤이마치 마을에 도착하여 '오렌지 술집'에 있었던 막시민에게 다가가 자신을 소개하며 의뢰를 맡기려고 한다. 하지만 하필 그날따라 만사가 귀찮고 기분이 나쁜 상태였던 막시민은 '죽고 사는 문제'도 아니니 안하겠다며 일방적으로 무시를 해버린다. 사실 '특별 장학생'은 그를 조롱하는 뜻이 담겨있는 금칙어였다. 그런데 그 사실을 몰랐던 샤를로트는 이걸 대놓고 말해 버린 것. 그가 자신이 예상했던 이미지와 전혀 다른 사람이라서 당황한 샤를로트는 대화의 주도권을 빼앗겼다. 결국 자존심이 상해 화가 난 샤를로트는 '죽고 사는 문제'를 만들어주겠다며 블러디드를 시전하여 램프에서 프시키를 불러내 술집을 난장판으로 만들어버린다. 결국 블러디드로 소환한 불에 타죽기 싫어서 고군분투한 탓에 눈이 번쩍 뜨인 막시민에게 한소리 듣고선 경각심을 주려고 그런 거라며 항변한다. 즉, 샤를로트는 4년의 시간이 흘러 블러디드의 힘을 어느 정도 깨우쳐 프시키와 소통은 불가능하지만 원할 때 부르고 제거할 수 있을 정도가 되었다. 참고로 해당 파트는 과거 테일즈위버 이벤트로 볼 수 있었던 선공개 분량이었다.
이후 빡쳐서 술집을 나와버린 막시민을 따라 다니며 '시짜매 절임'에 대해서 물어보기도 하고, 자신이 원하는 정보를 얻기 위해 신랄하게 빈정대기도 하고, 그의 직업의식을 자극 해보기도 하는등 계속해서 방침을 바꿔가며 대응한다. 그 결과, 그로부터 오토마톤으로 추정되는 권총의 정보를 약간 끌어내는 데 성공한다. 하지만 그 권총이 어떻게 되었냐는 물음에 막시민이 거짓말을 하자 결국 최후의 수단으로 방법을 바꿔서 그를 걷어차고 검을 들이대서 협박한다. 그리고 샤를로트가 상당히 진지하다는 걸 눈치 챈 막시민이 '정보를 원하면 자신을 고용하라'고 하자 네냐플 1년치 학비에 해당되는 금액과 계약금까지 주며 정식으로 그를 고용한다.
우여곡절 끝에 막시민과의 거래를 마친 뒤, 계급이나 출신성분을 잊고 다같이 학생으로 평등하게 지내는 네냐플에 흥미를 느껴 여기저기 구경을 하던 중, 궁금증을 못 참지 못해 기어코 '시짜매' 절임을 사고야 만다. 그러나 하나 먹어본 뒤 눈물까지 흘리며 '역시 이 따위 학교에는 입학하지 않겠다'고 다짐한다.
다음날 막시민을 기다리던 샤를로트는 그가 오지 않자, 직접 네냐플로 찾아가 학생들에게 막시민의 거취를 묻는다. 하지만 여러 사람들에게서 막시민이 다신 오지 않을 거란 실종 소식을 듣고선 도망간 것으로 확신하며 화가 단단히 나서는 학생들에게 '다시 만나면 죽여버릴테니 기다려라'라고 전해달라고 부탁한다. 다만 막시민은 도망친게 아니고, 교수에 의해 납치당한 것일 뿐이다. 물론 이것도 사전적인 의미인 납치가 아니라 조사를 위해 공출된 것. 살기 어린 잔인한 웃음을 지으며 이 장면을 마지막으로 1권이 막을 내린다.

#### 2권
2권에서는 자신이 막시민이 일하게 하려고 블러디드를 써서 일으킨 일련의 소동과, 쥬스피앙이 막시민을 필멸의 땅의 '킵'으로 보내버린 일이 합쳐져 네냐플이 폐쇄해야 할지도 모르는 대형사건으로 커진다. 그래서 졸지에 심볼리온 소속 마법사들에게 쫓기는 신세가 되어버렸다. 하지만 샤를로트는 어려서부터 배운 임기응변으로 능청스럽게 '마르셀리에트 콜롱비에-르-비유(Marcellete Colombier Le Ville)'라는 순진한 여자아이를 연기하며 추적을 피해버린다. 일부러 오를란느식 발음을 잔뜩 섞어서 아노마라드 사람들은 알아듣기도 힘들어 한다. 현실로 따지면 프랑스어 발음을 영미권 사람들이 헷갈려하는 것과 비슷한 것.
막시민이 위장신분을 받아 켈티카로 향하게 된 시점에서는 슈니발트 백작 '콜레트'의 시누이 '모니즈 후작부인'에게 신세를 지면서 네냐플의 현 상황과 막시민에 대한 정보를 수집하고 있었다. 그런데 그 정보들이란 것이 2부의 사건을 통째로 왜곡하는 수준이라서 자신이 본 막시민과 소문의 괴리에 인지부조화를 잠시 일으키기도 한다. 이후 추적 방지 마법까지 받으며 켈티카로 향하던 막시민을 따라잡는데 성공하고, 그에게 양모 담요를 비롯해서 비싼 선물을 보내주며 공물선에서 '막시밀리앵 드 플레상스' 경에 대한 평판 변화를 즐기면서 막시민을 골려먹는다. 그리고 켈티카 중앙 광장에서 막시민의 앞에 꽃다운 '10대 여자아이'의 모습으로 다시 모습을 드러낸다. 참고로 이를 본 막시민이 충격을 받고 숨이 막혔다는 묘사가 나온다.
당황한 막시민은 전에 그 의뢰는 해결 못해주겠다며 계약 파기를 주장했으나, 샤를로트는 '자신이 이미 계약금을 치뤘고, 그 권총 말고도 다른 권총도 찾아야 된다'며 계약을 이행하라고 쏘아붙인다. 결국 이스핀과 막시민은 데이트 아닌 데이트를 하면서 어느 한적한 식당에서 서로에 대해 파악하는 시간을 가진다.
막시민은 '권총'을 찾는 이유를 적당히 둘러대는 샤를로트에게 진실을 요구하며, 자신이 5개의 추론을 해볼테니 3개 이상 맞으면 대답에 응해달라고 내기를 제안한다. 샤를로트도 막시민의 능력을 시험해 볼 겸, 이에 응하는데, 막시민은 여태까지 자신이 들은 정보만으로 그에 대한 추론을 대부분 맞춰버렸다. 몇 개나 맞췄다고 말해주진 않았지만 '4개 이상'이라고 한걸로 보아 정황상 저 추론 5개가 다 맞은 것으로 보인다. 거기다 한술더 떠서 ' 소중한 사람을 잃는 것을 두려워하기에, 누구와도 가깝게 지내지 않으려 하는 것 '이라며 샤를로트의 내면의 심리를 정확히 맞혔으나, 그를 배려하는 차원에서 일부러 말하지 않는다.
샤를로트는 그의 귀신 같은 솜씨에 내심 놀라며, '반드시 널 고용하겠다'고 못 박는다. 하지만 막시민이 '사람이란 네가 다루고 싶다고 다뤄지는 것 또한 아니다'며 비판하자, 결국 그 한 마디에 자신의 잘못을 인정하면서 고용이 아닌 동료가 되어달라고 부탁한다. 대신 동료끼리는 돈을 받지 않는거라며 주기로 했던 보수는 없던 것으로 치겠다며 막시민을 한번 더 물 먹인다. 그리고 내기의 대가로 자신의 본명을 묻는 막시민에게  '샤를로트, 또는 마리, 혹은 알루에트' 라고도 불린다고 대답해준다. 풀네임은 아니지만 일단 약속대로 본명을 말하긴 했으니 약속은 지킨 셈이다.
이렇게 어느 정도 서로에 대한 의심을 푼 둘은 식당을 떠나 교수들이 제공해준 은신처로 향한다. 그런데 그들이 사용할 '제레미 드 플레상스 경'의 집은 폐가였고, 설정상 막시민의 할아버지인 제레미 드 플레상스 경은 무슨 짓을 했는지 빚쟁이들이 들끓는 상태였다. 샤를로트가 검술 실력을 발휘하여 집안에 있던 2명의 남녀를 포박하여 이들의 정체에 대해 캐묻는다. 여자가 거짓으로 항복하는 척을 하면서 구속 마법으로 공격을 해서 주위에 있던 프시키들의 도움으로 위기를 모면했다. 그리고 감히 자신의 목숨을 노렸다는 이유로 엄청 분노해서 막시민이 뜯어말려야 했다. 아무리 위장을 했다지만 공녀라는 신분이 만들어낸 의식은 숨길수 없는 듯. 남자는 별 볼일 없었지만 그를 공격한 여자 '데보라 로트마이어'는 '아이언페이스'의 이름을 언급하며 제레미를 죽이기 위해 왔던 것이라고 실토한다. 이때 샤를로트의 표정이 변화했다는 묘사로 봐서 최소한 그는 아이언페이스에 대해서 알고 있는 것으로 보인다. 엎친 데 덮친 격으로 또다른 빚쟁이들까지 난입하자 결국 은신처를 옮기기로 하고 자신은 혼자서 심복 콜레트가 운영하는 살롱으로 찾아간다.
샤를로트는 콜레트에게 자신이 막시민과 함께 있으며 당분간 켈티카에서 지내게 될 것이라고 통보하며 여러 가지 명령을 내리는데, 정작 에투알에서는 자신이 행방불명된 것 때문에 난리가 났다는 말을 듣는다. 막시민을 쫒아서 움직이다보니 그의 위치가 잠시 동안 파악 되지 않는 불상사가 발생했다. 그는 자신을 과보호 하려는 에투알의 노고에 감사와 조롱을 동시에 표하면서 한편으로는 막시밀리앵의 할아버지  '제레미 드 플레상스' 경에 대해 조사해 달라고 부탁한다.

#### 3권
샤를로트는 막시민과 함께 청어절임과 데보라의 심문을 하고, 막시민이 청어절임의 증언을 듣고 그가 위증을 하고 있다는 걸 전부 간파하자 협박을 담당한다. 그러나 청어절임이 제레미의 사건일지를 대가로 제시하며 손을 잡자고 요구하고, 그가 아이언페이스에게 엄청난 적대감을 보이는 것을 파악하자 분노는 위장할 수 없다며 우선은 놔두기로 한다. 이때 아이언페이스가 사람을 데려갔다는 표시라는 검은 리본을 보며 그따위 리본 때문에 소중한 것을 포기하겠냐고 분노하는데, 4년 전 베르나르가 사라졌을 때 마지막으로 발견된 것 역시 검은 머플러였다고 이때 밝혀진다.
그 뒤 막시민, 데보라, 청어절임과 함께 플레상스 경의 집을 조사하고, 리프크네라는 성씨가 쓰인 책을 발견하여 당황한 막시민과 같이 필요한 물건들을 사러 갔다가 백주대낮의 시장 한복판에서 아이언페이스가 보낸 부하들에게 쫓기게 된다. 지붕으로 올라가 그들을 퇴치하던 이스핀은 상대가 '그분의 사람을 건드린 대가를 치를 것'이라고 하자 엄청난 살기를 보이며 치르게 하고 싶으면 건너오라고 도발한다. 그들의 대표자로 나온 오브리가 제레미를 데려간 걸 인정하고 따라오라고 권하자 막시민은 거부하는데, 오브리가 녹색 연기가 나는 약물을 던지고 공격해오자 샤를로트는 오브리를 찌르려 하지만 막시민이 가방을 휘둘러 오브리를 기절시킨다.
출동한 켈티카 치안대를 따라가 치안대 분소에서 '마리우스 콜롱브'라는 이름의 남작 가문 비서로 위장하고 조사를 받는데, 연기에 당해 기절한 척하다가 진짜로 잠들어버린 막시민을 코를 쥐어서 깨우고, 이스핀이 벤 아이언페이스의 부하 중 빈사 상태인 사람도 있다고 하자 귀족에 대한 충성심이 넘치는 젊은 비서를 연기하여 스스로를 변호한다. 그리고 깨어난 막시민과 수사관의 대화에서 그들이 아이언페이스를 조사하려 하지 않는다는 걸 확인한다. 함께 돌아가던 중 막시민으로부터 넌 상상도 못한 무언가에게 쫓기며 불안해하고, 자신이 그걸 알아채지 못할 것이라고 생각했냐는 질문을 듣는다. 샤를로트는 생각지 못한 허 찌르는 질문에 당황했다.
막시민은 샤를로트가 추격자들에게 보인 반응을 이야기하며 마치 사람을 많이 죽여본 것 같은 느낌을 풍겼다고 한다. 샤를로트는 자기 안의 썩은 시체를 숨긴 기괴한 우물이라고 표현한 공격성을 알아차린 막시민에게 마음 속으로는 동요하면서도 차분하게 어디선가 자신과 비슷한 사람을 보았냐고 되묻는다. 막시민이 긍정하자 샤를로트는 그러고도 자신을 '뭔가에 쫓기고 있다'고 해석한 건 고맙다고 하며 대답하는데, 아직 사람을 죽인 적은 없지만 그럴 기회가 없었기 때문일 뿐이라고 한다. 그러니 자신을 굳이 파헤치지 말라고, 자신은 누구와도 잘 지낼 수 있게 연기할 수 있으니 이대로 지내자고 제안하며, 이렇게 말을 해주는 것도 막시민을 존중하기 때문이라고 설득하듯 말한다. 이때 막시민이 녹색 연기에 당했으면서도 오브리를 때린 것이 그대로 놔두면 샤를로트가 오브리를 죽일까 봐 그랬다는 걸 알게 된다. 샤를로트는 병사 한 명 한 명이 초인적 살인흉기급 무력을 갖춘 에투알 출신 엘리트 군인인 데다 오를란느 대공국을 통치하는 대공 귀족의 대공녀이다. 정적이나 암살자를 자신이 죽이지 않더라도 호위들이 죽여야 할 일도 많기 때문에 피와 무관하게 살 수는 없고, 일반인과 다르게 살인에 익숙해질 수밖에 없는 환경이다.
일반인이 알면 섬뜩해할 자신을 막시민이 기괴하게 여기면서도 도와주려 했다는 것에 동요한다. 하지만 막시민은 그렇게 중요한 부분을 서로 모르는 체하고 넘어간다면 설령 그게 존중의 의미라고 해도 신뢰가 아니기 때문에 수십 년을 함께 보내도 친구는 될 수 없다고 거절하고, 이스핀은 어쩔 수 없나 하고 생각한다.
그 후 막시민에게 제레미가 남긴 편지를 함께 읽고, 콜레트의 저택으로 돌아갔다가 샤를로트의 안전 때문에 경악한 콜레트가 외출하지 말라고 하자 눈치를 봐서 산책한다는 핑계로 막시민이 머무는 건물로 찾아간다. 그러나 막시민이 아침에 나갔다고 하는데 밤까지 안 들어오자 걱정했다가 그가 고작 의자를 찾으러 갔다왔다는 걸 알고 분노한다. 막시민은 탐정이지만 호신 능력이 없어 납치당해도 자력으로 탈출할 수 없고, 이스핀은 호신 능력은 있지만 탐정이 아니라 막시민이 끌려가도 찾으러 갈 수 없다고 샤를로트가 화를 내자 막시민은 사과하며 호신술이라도 가르쳐달라고 하자, 샤를로트가 막시민의 바이올린에 새로 생긴 현이 프시키라는 걸 가르쳐준다.
그 다음날 베레트가 보낸 의뢰인들이 계속 몰려오자 막시민과 함께 사무소에 쳐들어가 이번에도 무력을 담당하여 베네트 위협, 달려드는 직원들의 무기 뺏고 쥐어박은 뒤 무릎 꿇고 앉아 있게 시키기를 해낸다. 베네트가 켈티카 물가가 장난 아니라며 일할 수 있으면 일하라고 일장연설을 하자 설정상 외국인과 함께 켈티카가 썩었다는 리액션을 보이고, 아이언페이스에 대한 정보를 대가로 직원들을 보내준다고 하여 이야기를 듣는다. 그리고 며칠 전 오브리가 탈출했다는 소식을 듣자 막시민과 함께 치안대 분소로 가보지만 엄청난 대기열이 기다릴 뿐, 정보를 얻을 수 없으리란 걸 알게 된다. 그리고 기다리고 있던 아이언페이스의 부하들을 피해 막시민과 함께 마차를 타고 데보라의 오빠 파울이 일하던 저택으로 찾아가고, 막시민이 조사를 하는 것에 동행했다가 함께 늦은 점심 식사를 하게 된다.
점심 식사를 하며 막시민은 오토마톤과 아이언페이스, 이스핀, 플레상스 경 등 관계자들의 연관 관계를 추리하는데, 아이언페이스가 파울이 훔친 것으로 추정되는 오토마톤을 손에 넣지 못했고 제레미는 그 행방을 알지만 버티고 있을 것이라는 말로 시작하여 샤를로트가 말하지 않은 진실까지 도달해버리고 만다. 첫 번째 진실은 바로 오토마톤은 샤를로트가 처음 의뢰한 권총 다섯 자루뿐만이 아니라 더 많이 있을 것이고, 두 번째 진실은 이스핀이 사실 노린 건 오토마톤이 아니라 아이언페이스 본인이다.
이제 샤를로트는 거짓말은 포기하고 제대로 털어놓으라는 막시민의 말에 막시민을 고용한 이유였던 적당히 필요한 만큼만 도움을 받고, 도움받은 만큼 돈을 주고 나면 쉽게 헤어질 수 있을 것이라는 당초의 목적이 어긋났음을 깨닫는다. 너 혼자만 엄청난 걸 감당해야 한다는 생각은 할 것 없다고, 세상은 다 서로 도움을 주고받고, 신세를 졌다 갚고 하면서 사는 거라는 막시민의 말에 그동안 누구에게도 공유하지 못했던, 사과의 섬에서 받았던 사과가 알려준 오토마톤에 들어 있는 조각난 아이언페이스의 심장들이 모이면 엄청난 일이 벌어진다는 진실을 가르쳐줄 것인가 갈등한다. 이때 어머니가 사라진 것이 샤를로트에게 큰 상처였고, 주위 사람들을 잃어버리는 게 두려워서 그들을 위험하게 하지 않으려고 한다는 것이 밝혀진다.
샤를로트는 막시민에게 설령 자신이 숨기는 비밀들을 털어놓아도 그가 자신을 떠나지 않을 것이라고 믿고 싶어져 마지막으로 선택권을 주겠다며 비밀을 알면 자신으로부터 벗어날 수도 없고, 이 위험으로부터 빠져나갈 수도 없다고 경고한다. 하지만 이미 데모닉에서 목숨을 위협 받을 뻔한 비현실적이고 위험한 일도 겪어본 데다 샤를로트 이상으로 두려운 존재인 데모닉 조슈아와도 어릴 때부터 친구였던 막시민은 오히려 그런 샤를로트가 겁이 많다고 평하며 샤를로트가 걷고자 하는 길이 위험하더라도 기꺼이 함께하겠다고 한다. 그렇게 우여곡절 속에 서로의 진짜 모습을 알아가며 결의를 다잡은 두 사람은 본격적으로 시작되는 여정에 뛰어든다.